# Nueva Sinagoga de Ostrów Wielkopolski
La Nueva Sinagoga de Ostrów Wielkopolski (en polaco: Nowa synagoga w Ostrowie Wielkopolskim) está situada en el centro de la ciudad de Ostrowie Wielkopolskim, Polonia en el 21 de la calle Raszkowska, que era el límite norte del antiguo barrio judío. En la actualidad, ésta es la única sinagoga metropolitana que aún se mantiene en el lugar. Fue construida en el estilo del una vez muy popular renacimiento morisco. Es el monumento más valioso de la arquitectura religiosa en Ostrów Wielkopolski. Descuidado durante mucho tiempo, la sinagoga fue totalmente restaurada en el año 2010. 